# Susan Blu
Susan Blu, née le 12 juillet 1948 à Saint Paul, Minnesota, est une actrice et réalisatrice américaine.

## Biographie
Susan Blu est diplômée du Stephens College de Columbia, dans le Missouri, en 1968. Elle joue notamment Nanny Smurf sur les Schtroumpfs, le juge JB McBride sur Bravestarr, Jessica Wray, Futura et Belfry dans Ghostbusters, Aimee Brightower dans Galaxy High, Kim sur Fangface, Hiccup Petits clowns de Happytown, Lofty, Paradise, Buttons et autres personnages mineurs de My Little Pony, le personnage Transmutate dans l'épisode du même nom de la série Beast Wars et l'un des frères et sœurs de Petrie dans The Land Before Time XII: Le grand jour des flyers. Elle a également joué la princesse PawPaw dans Paw Paws de Hanna-Barbera, le Sphinx dans Tiny Toon Adventures et a donné la voix de Sibella au téléfilm de 1988, Scooby Doo et à la Ghoul School.
Blu a travaillé comme directeur de la voix pour Ocean Group, une société canadienne reconnue pour ses rôles d'acteur dans les séries Viz Communications et Beast Wars. Elle était la directrice de la voix de Beast Wars, un prequel (et la suite) de The Transformers et de la suite, Beast Machines. Elle a été directrice du dialogue dans la série télévisée Teenage Mutant Ninja Turtles 1987 et directrice de la voix dans la série télévisée Teenage Mutant Ninja Turtles 2003. Elle était la directrice de la voix de Transformers: Animated et repris le rôle de Arcee. Elle a également joué le rôle de Vikki Grimm de la série Army Men. Elle est également directrice et actrice de voix pour The Magic School Bus. Elle a travaillé comme directrice vocale chez Transformers: Prime jusqu'à la saison 1, épisode 7, lorsque la mort de sa femme l'a obligée à céder le poste à Jamie Simone.
Les apparitions à l'écran de Blu incluent une apparition dans la série télévisée 1977 de la série Three's Company, une apparition dans la série télévisée Knight Rider et le rôle de Mme Shepard dans la 13e Partie VII: Le Nouveau Sang. Elle allait reprendre le rôle d'Arcee dans la suite de Transformers: La Revanche des déchus de 2009, mais a été remplacée par Grey DeLisle.
En 1994, elle a interprété Simon the Lamb, le professeur de l'oie, dans Precious Moments.

### Vie privée
Susan Blu est ouvertement lesbienne. Susan Blu a été en couple avec Cynthia Songé, jusqu'à ce que cette dernière ne meurt de maladie en 2010,.

## Filmographie

### Actrice

#### Cinéma
- 1988 : Vendredi 13, chapitre 7 : Un nouveau défi (Friday the 13th Part VII: The New Blood) de John Carl Buechler : Mrs. Amanda Shepard
- 1989 : Deadly Weapon : Shirley

#### Télévision
- 1974 : Kojak (série télévisée) (1 épisode) : la fille amoureuse
- 1974 : The Brian Keith Show (série télévisée) (1 épisode) : Gloria
- 1975 : La Famille des collines (série télévisée) (1 épisode) : la fille
- 1976 : ABC Saturday Comedy Special (série télévisée) (1 épisode) : Midge
- 1978 : Three's Company (série télévisée) (1 épisode) : Sandra
- 1978 : The Archie Situation Comedy Musical Variety Show (téléfilm) : Midge
- 1979 : Le Retour des mystères de l'Ouest (téléfilm) : Gabrielle
- 1983 : Simon et Simon (série télévisée) (1 épisode) : Sally
- 1984 : Les petits génies (série télévisée) (1 épisode) : Miss Wilson
- 1984 : Hôpital St. Elsewhere (série télévisée) (1 épisode) : la réceptionniste
- 1985 : K 2000 (série télévisée) (1 épisode) : Mary
- 1986 : Clair de lune (série télévisée) (1 épisode) : Stardust

#### Doublage
- 1962 : Les Jetson(The Jetsons) (série télévisée) : Additional Voices (voix)
- 1969 : Scoubidou ("Scooby-Doo, Where Are You!") (série télévisée) : Additional Voices (voix)
- 1978 : Fangface (série télévisée) : Kim (voix)
- 1979 : The Wild Wild West Revisited (TV) : Gabrielle
- 1979 : Scooby-Doo et Scrappy-Doo (Scooby-Doo and Scrappy-Doo) (série télévisée) : Additonal Voices (voix)
- 1982 : Stanley, the Ugly Duckling (TV) : Stanley
- 1982 : The Incredible Hulk (en) (série télévisée) : Additional Voices (voix)
- 1983 : The Monchhichis (série télévisée) (voix)
- 1984 : Rose Petal Place (TV)
- 1984 : Transformers (série télévisée) : Arcee / Marissa Faireborn / Beta (voix)
- 1985 : Bigfoot and the Muscle Machines : Jennifer / Red / Redder (voix)
- 1985 : Les Treize Fantômes de Scooby-Doo (The 13 Ghosts of Scooby-Doo) (série télévisée) : Flim Flam (voix)
- 1985 : Rose Petal Place: Real Friends (TV) : Sunny / Daffodil
- 1985 : Jem (série télévisée) : Lindsay Pierce / Stormer / Mary Phillips (voix)
- 1986 : Star Fairies (série télévisée) : Jazz (voix)
- 1986 : Ghostbusters (série télévisée) : Belfrey the Bat / Futura / Jessica (voix)
- 1986 : Galaxy High School (série télévisée) : Aimee Brightower (voix)
- 1986 : Les Pierrafeu en culottes courtes (The Flintstone Kids) (série télévisée) : Additional Voices (voix)
- 1986 : Le Cheval de feu (Wildfire) (série télévisée) : Brutus (voix)
- 1986 : Mon petit poney ("My Little Pony and Friends") (série télévisée) : Lofty / Phluma (voix)
- 1986 : Mon petit poney (My Little Pony: The Movie) : Lofty / Grundle / Bushwoolie (voix)
- 1986 : La Guerre des robots (The Transformers: The Movie) de Shin Nelson : Arcee (voix)
- 1986 : Transformers: Five Faces of Darkness (vidéo) : Arcee / Marissa Fairborne (voix)
- 1986 : Fluppy Dogs (TV) : Bink, Tippi (1986) (voix)
- 1987 : Visionaries: Knights of the Magical Light (série télévisée) : Galadria (voix)
- 1987 : Bionic Six (série télévisée) : Additional Voices (voix)
- 1987 : BraveStarr (série télévisée) : Judge J.B (voix)
- 1988 : Scooby-Doo et l'école des diablesses (Scooby-Doo and the Ghoul School) (TV) : Sibella Dracula (voix)
- 1988 : Bravestarr : The Movie : Judge J.B. (voix)
- 1988 : Paw Paws (série télévisée) : Princess Paw Paw (voix)
- 1981 : Les Schtroumpfs ("The Smurfs") (série télévisée) : Granny Smurf (1988-1989) (voix)
- 1990 : Gravedale High (série télévisée) (voix)
- 1991 : The Toxic Crusaders (série télévisée) : Additional Voices (voix)
- 1991 : Où est Charlie? ("Where's Waldo?") (série télévisée) : Additional Voices (voix)
- 1991 : James Bond Junior (série télévisée) (voix)
- 1992 : The Little Clowns of Happy Town (série télévisée) : Additional Voices (voix)
- 1992 : Jin Jin (série télévisée) (voix)
- 1992 : Les Aventures de Fievel au Far West (série télévisée) (voix)
- 1998 : Invasion America (série télévisée) : Additional Voices (voix)
- 2000 : Grandma Got Run Over by a Reindeer (TV) : Grandma Spankenheimer (voix)
- 2004 : Clifford's Really Big Movie (voix)
- 2005 : Blue Harvest Days : Gobal (voix)
- 2008 : Transformers: Animated (série télévisée) : Arcee / Flareup (voix)
- 2009 : Transformers 2 : la Revanche : Arcee (voix)

### Réalisatrice
- 1995 : Street Fighter: The Animated Series (série TV)
- 1996 : Vortech: Undercover Conversion Squad (série TV)
- 1996 : Wing Commander Academy (série TV)
- 2006 : Handy Manny (série télévisée)